# Bienvenida al País
Una Bienvenida al País es un ritual o ceremonia formal protagonizada como un reconocimiento a la tierra llevado adelante en varios eventos organizados en Australia. Está creado con la finalidad de destacar la significancia cultural de un territorio para un Clan de Aborígenes en particular, los cuales son reconocidos como los dueños tradicionales de dicho territorio. La Bienvenida debe ser siempre protagonizada por un Anciano de dicho Clan. Las mismas suelen ser acompañadas en diferentes ocasiones por ceremonias de fumadores tradicionales, música o danza. Cuando un Anciano no está disponible para protagonizar la Bienvenida o no hay un dueño tradicional reconocido, un Reconocimiento del País podría ser ofrecido en su lugar.
El término "País" tiene un significado particular para los Pueblos Aborígenes, que abarca la relación de interdependencia que se mantiene entre los diferentes Individuos de esos Pueblos y sus entornos tradicionales o ancestrales. La conexión con la tierra envuelve a la cultura, a la espiritualidad, a la lengua, al derecho y la tradición, a las relaciones de parentesco y también de identidad. La Bienvenida al País ha sido una larga tradición mantenida entre los diferentes grupos de Aborígenes Australianos para recibir a personas de otras partes. Hoy en día sirve también como símbolo del reconocimiento que Australia brinda a los Pueblos Aborígenes e Isleños del estrecho de Torres, excluidos durante muchos años de la Sociedad Australiana pese a su existencia previa al proceso de colonización. 
Desde el 2008 en adelante, una Bienvenida al País ha sido incorporada dentro del protocolo ceremonial que existe alrededor de la apertura del Parlamento Australiano, la cual toma lugar luego de cada Elección Federal.

## Historia

### Historia Aborigen y su relación con la tierra
En la cultura aborigen previa al asentamiento europeo, cada supervivencia del Clan era dependiente de su comprensión en torno a la comida, el agua y otros recursos disponibles dentro de su propio "País" (Una discreta área sobre la cual tenía un mayor o menor derecho exclusivo). La propiedad tradicional ha sido legalmente reconocida bajo título nativo en Australia desde el Acta de Título Nativo de 1993.
La Conexión con el País (Usualmente escrita con C mayúscula) significa mucho más que la tierra o el agua en la cultura aborigen. No hay un equivalente en la Lengua Española para describir aquello que impregna todos los aspectos de la existencia: Cultura, espiritualidad, lenguaje, ley, familia e identidad. Los Aborígenes no consideraban a su tierra como propiedad en el pasado, pero su relación con el área de tierra en la cual habitaban proveía un sentido profundo de "Identidad, propósito y pertenencia", y es una relación de reciprocidad y de respeto. 
El País incluye todo aquello que posee vida en el entorno: Gente, plantas y animales. También abraza las estaciones, las historias y los espíritus de la creación. "La Historia de la gente con un área ("País") puede llevarnos a cientos de años en el pasado, y la relación con la tierra es nutrida y sostenida por el conocimiento cultural y por el medioambiente. La desconexión de la tierra puede impactar en la salud y el bienestar. Esta conexión está también reflejada en diversas frases como "Cuidar el País" o "Viviendo en el País", cuya relación se guarda con la importancia de los derechos de la tierra y su título nativo.

### Evolución de los dos saludos
Las Bienvenidas al País son una forma de ceremonia aborigen que data de cientos de años en el pasado, utilizada para darle la bienvenida a gente de otras áreas y a su vez como un elemento de intercambio cultural. El Grupo de los Yolngu la utilizó para darle la bienvenida a exploradores provenientes desde Alemania en el Siglo 17 y también a Trepadores de Makassan a mediados del Siglo 18. La ceremonia esta vista como una forma de hacer sentir a los visitantes cómodos y conectados, sirviendo de punto de partida para futuras relaciones interculturales. 
El Festival de Aquarius celebrado en 1973 en la localidad de Nimbin (Nueva Gales del Sur) por la Unión de Estudiantes Australianos (UEA) ha sido documentado como el primero en contar con una Bienvenida al País públicamente observada, pese a no ser llamada de esta manera en aquel entonces. Los organizadores de este festival de estilo de vida alternativa, muchas veces considerado como el "Woodstock Australiano", fueron desafiados por el Activista Indígena Gary Foley quien les solicitó pedirles el permiso a los propietarios tradicionales de la tierra para llevar adelante su festival en la misma. Bosquimanos del Desierto de Kalahari en África del Sur, incluyendo al Artista Bauxhau Stone, fueron enviados por representantes de la UEA para tomar contacto con los Aborígenes y así invitarlos al festival, con un transporte hacia el mismo que sería financiado por el Gobierno Ejecutivo Federal de Australia, liderado en aquel entonces por el primer ministro Gough Whitlam, del Partido Laborista. Se estiman que entre 200 y 800 Aborígenes asistieron al festival de dos semanas de duración, marcando un significante inicio de relaciones con la contracultura australiana. Una ceremonia fue conducida por el Tío Lyle Roberts y el también Tío y Hombre de la Canción Dickee Donnelly, quien fue considerado como el último hombre iniciado del área.

La segunda ocasión en la que se pudo observar una Bienvenida al País fue en 1976, cuando los Animadores Ernie Dingo y Richard Wallet desarrollaron una ceremonia para dale la bienvenida a un grupo de artistas maoríes que estaban participando del Festival Internacional de Artes de Perth. La bienvenida, extendida en nombre del Clan Noongar, tuvo la intención de reflejar las tradiciones propias de los visitantes, mientras que incorporaban elementos de la cultura aborigen. Walley afirmó: "Los artistas maoríes se sintieron incómodos mientras desarrollaban su acto cultural sin antes haber sido reconocidos o bienvenidos por los habitantes de la tierra". 
Les rogué a los buenos espíritus de mis ancestros y a los buenos espíritus de los ancestros de la tierra para que nos vigilen y nos protejan y para que vigilen y también protejan a nuestros anfitriones mientras están en nuestro País. Y luego hablé con los espíritus de sus ancestros, diciéndoles que estamos cuidándolos aquí y que ellos volverán sanos y salvos a su País.
La Ejecutiva de Artes, Directora y Actriz Rhoda Roberts afirma que el Fideicomiso Nacional de Teatro Aborigen fue esencial en la creación de las Bienvenidas y los Reconocimientos al País durante la década de 1980. 
Los Reconocimientos al País tienen un desarrollo más reciente, asociado con el Gobierno del primer ministro Laborista Paul Keating, el movimiento de reconciliación y la fundación del Consejo para la Reconciliación Aborigen (CPLRA) con el miembro del Clan Yawuru Pat Dodson que ocupó su lugar como Jefe dentro del mismo. Después del Caso Mabo, en el cual la histórica ficción de terra nullius  fue volcada y su título nativo fue reconocido en Australia, el Reconocimiento al País creció de la mano de diversas comunidades preocupadas por cuestiones ligadas a la reconciliación. Linda Burney, Mujer del Clan Wiradjuri y miembro del Consejo por aquellos días, afirmó que no existía una estrategia formal para integrar el Reconocimiento al País en la vida de Australia, pero que solo creció orgánicamente y se fue aceptando poco a poco como parte de diferentes tipos de aglomeraciones. Es actualmente visto como una buena manera de reunir a la gente con los Pueblos Aborígenes e Isleños del Estrecho de Torres y su cultura, siendo la misma comunidad de Australia la que afirma mayoritariamente que es importante mantener una buena relación con los Aborígenes alrededor del País. 
Las Bienvenidas y los Reconocimientos han sido incorporados en aperturas de encuentros y otro tipo de eventos a lo largo y a lo ancho de Australia por todos los niveles del Gobierno, las Universidades, los grupos comunitarios, artes y otras organizaciones. 
Desde el 2008 en adelante, cuando el primer ministro Laborista Kevin Rudd realizó unas disculpas públicas a la Comunidad Aborigen de Australia, una Bienvenida al País ha sido incorporada en la apertura ceremonial del Parlamento Australiano, evento que ocurre siempre después de cada Elección Federal. La Bienvenida incluye un discurso como así también música tradicional y movimientos de danza. Tomando en cuenta que el Parlamento está situado en Canberra, y que esta es una región que tradicionalmente le pertenece al País Ngambri, es un Anciano Ngambri el que oficia dicha ceremonia.

## Significado
Los pueblos aborígenes e isleños del Estrecho de Torres fueron largamente excluidos de los libros de historia y también de los diferentes procesos democráticos que ocuparon la vida de Australia por los primeros dos siglos de asentamiento blanco, desde la colonización de Australia en 1788. Ellos no están incluidos en la Bandera Australiana y hasta 2021 no tenían mención alguna en el Himno Nacional. Incluir el reconocimiento a los aborígenes en eventos, encuentros y símbolos nacionales es una tarea que se lleva a cabo desde hace tiempo para reparar el daño causado por el despojo causado por la Sociedad hacia estos segmentos de la cultura nacional. Incorporar a la Bienvenida o el Reconocimiento como parte de los protocolos de encuentros oficiales y otro tipo de eventos contribuye a reconocer dichos Pueblos Aborígenes e Isleños del Estrecho de Torres como los primeros australianos y los tradicionales custodios de la tierra, mostrando respeto por su histórica presencia en un determinado lugar.